# Sectionalisme
Le sectionalisme est l'expression d'une loyauté à sa propre région ou sa partie du pays, par opposition au pays tout entier. Le sectionalisme est un précurseur du séparatisme. Mais le concept n'a cours que presque exclusivement aux États-Unis. 

## Au Royaume-Uni
Le sectionalisme se produit notamment dans la nation constituante de l'Écosse, où diverses organisations et partis politiques sectionalistes/séparatistes existent depuis le début des années 1920, à commencer par la Scots National League (en). Aujourd’hui, le sectionalisme écossais est plus fortement associé et défendu par le Parti national écossais (SNP), qui peut être décrit comme à la fois sectionaliste et séparatiste. Le SNP plaide à la fois pour l'indépendance de l'Écosse et pour plus d'autonomie pour l'Écosse tout en restant une partie du Royaume-Uni.

## Aux États-Unis
Le sectionalisme dans l'Amérique des années 1800 fait référence aux différents modes de vie, structures sociales, coutumes et valeurs politiques du Nord et du Sud,. Les tensions régionales atteignent leur paroxysme pendant la guerre de 1812, aboutissant à la Convention de Hartford qui manifeste le mécontentement de la Nouvelle-Angleterre face à un embargo sur le commerce extérieur qui affecte son industrie de manière disproportionnée, ainsi qu'à la dilution de la puissance du Nord par de nouveaux États occidentaux et à une succession de présidents du Sud (en). Le sectionalisme augmente entre 1800 et 1850 à mesure que le Nord s’industrialise, s’urbanise et construit des usines prospères, tandis que le Sud profond se concentre sur une agriculture de plantation basée sur le travail des esclaves, ainsi que sur une agriculture de subsistance pour les Blancs pauvres qui ne possèdent pas d’esclaves. Les Sudistes défendent l’esclavage en partie en affirmant que les ouvriers des usines du Nord travaillent dans des conditions pires et ne sont pas pris en charge par leurs employeurs. Les défenseurs de l'esclavage qualifient les ouvriers d'usine d'« esclaves blancs du Nord ».
Le Sud s'étendu sur de nouvelles terres riches dans le Sud-Ouest (de l'Alabama au Texas). Cependant, l’esclavage décline dans les États frontaliers et peut à peine survivre dans les villes et les zones industrielles (il disparait dans des villes comme Baltimore, Louisville et Saint-Louis), de sorte qu’un Sud basé sur l’esclavage reste rural et non industriel. D’un autre côté, à mesure que la demande de coton augmente, le prix des esclaves monte en flèche, car les esclaves sont considérés comme indispensables à la récolte et au raffinage du coton. Les historiens se demandent si les différences économiques entre le Nord-Est industriel et le Sud agricole ont contribué à provoquer la guerre civile. Les historiens sont désormais en désaccord avec le déterminisme économique (en) de l'historien Charles Beard dans les années 1920 et soulignent que les économies du Nord et du Sud sont largement complémentaires,,.
Les historiens conviennent que les institutions sociales et culturelles sont très différentes au Nord et au Sud. Dans le Sud, les riches hommes blancs possèdent toutes les terres de qualité, laissant aux agriculteurs blancs pauvres des terres marginales et à faible productivité. Les craintes de révoltes d'esclaves et de propagande abolitionniste rendent le Sud de façon militante hostile aux idées suspectes,. Les membres et les hommes politiques du Parti républicain nouvellement formé sont extrêmement critiques à l'égard de la société du Sud et affirment que le système de travail gratuit en place dans le Nord entraîne bien plus de prospérité. Les républicains critiquant le système esclavagiste du Sud citent généralement la plus forte croissance démographique des États du Nord, ainsi que la croissance rapide des usines, des fermes et des écoles, comme preuve de la supériorité d’un système de travail libre.
Les sudistes affirment que c'est le Nord qui change et est enclin à de nouveaux «ismes», tandis que le Sud reste fidèle aux valeurs républicaines historiques des pères fondateurs (dont beaucoup possèdent des esclaves, notamment Washington, Jefferson et Madison). La question de l’acceptation de l’esclavage (sous couvert du rejet des évêques et des missionnaires propriétaires d’esclaves) divise les plus grandes confessions religieuses (les églises méthodiste, baptiste et presbytérienne) en dénominations distinctes du Nord et du Sud. L’industrialisation signifie que sept immigrants européens sur huit se sont installés dans le Nord. Le mouvement de deux fois plus de Blancs quittant le Sud vers le Nord contribue au comportement politique défensif-agressif du Sud.
L'ouest des États-Unis est également en croissance grâce aux innovations du système ferroviaire et à l'essor massif de l'industrie sidérurgique. L'expansion du système ferroviaire ouvre la voie aux agriculteurs pour produire de la laine et des céréales. Les Occidentaux ont pu développer leur propre identité sectionnelle forte et embrasser le caractère unique de leur région tandis que les Orientaux méprisent les Occidentaux.

## En Espagne
Le sectionalisme peut être trouvé dans les régions espagnoles de Catalogne, dans la partie espagnole du Pays basque, en Galicie et en Andalousie.

## En Ukraine
Après la dissolution de l’Union soviétique en 1991, l’Ukraine devient son propre État unitaire, comprenant également des régions fortement peuplées de Russes. Cela provoque quelques rébellions dans les régions orientales du pays, dans les républiques autoproclamées de la république populaire de Donetsk, de la république populaire de Louhansk et de la péninsule de Crimée. La Crimée est contestée à la fois par l’Ukraine et la fédération de Russie. De nombreux pays s’opposent à l’annexion de la Crimée par la Russie.

## Au Canada
En 1977, la province de Québec lance un mouvement d'indépendance du Canada, voulant devenir une nation francophone indépendante. Il y a deux référendums (1980 et 1995) pour savoir si le Québec restera une province du Canada ou deviendra sa propre nation. Ces deux référendums échouent, gardant le Québec sous la gouvernance du gouvernement canadien. Dans le Nord, le gouvernement canadien a accordé aux peuples autochtones inuits du Yukon, des Territoires du Nord-Ouest et du Nunavut une certaine autonomie gouvernementale, leur permettant de maintenir leurs pratiques culturelles.

### Lecture complémentaire
- (en) McPherson, James, Antebellum Southern Exceptionalism: A New Look at an Old Question, Civil War History 29, septembre 1983